# Gottschea borbonica
Gottschea borbonica là một loài rêu tản trong họ Schistochilaceae. Loài này được (Stephani) Bonner miêu tả khoa học lần đầu tiên năm 1966.